# Purges de lettrés coréens
Les Purges de lettrés en Corée (hangeul : 사화 ; MR : sahwa ; litt. « calamité des lettrés ») lors de la période Joseon sont une série de purges visant les lettrés dans l'entourage du roi. Elles sont liées à un très fort fractionnisme du système politique de la dynastie Joseon.

## Historique
La faction initiale, les Hun'gu, est composée de familles favorisées par le pouvoir en raison de leurs mérites et des services qu'elles ont rendus aux rois Sejo et Sŏngchong. Cette faction utilise sa position dominante pour étendre son pouvoir et ses richesses. Cette concentration se fait au détriment de la paysannerie. Face aux Hun'gu, essentiellement issus de la capitale, commence à se dresser la faction des Sarim, essentiellement issus des campagnes du royaume, qui appelle à des réformes. Elle est le résultat de l'essor d'un réseau de Sŏwon, académies néoconfucéennes, qui se développent dans les campagnes du pays à partir de 1545. Les Sarim commencent à intégrer la bureaucratie centrale sous le règne de Sŏngchong.
Les principales purges ont lieu en 1498, 1504, 1519, et 1545 lors desquelles de nombreux hauts responsables de ces deux factions sont tour à tour écartés ou exécutés. Ces rivalités vont voir l'émergence de nouvelles factions politiques bien identifiables qui vont perdurer au-delà du XVIe siècle.
Bien qu'ils aient été les principales victimes des quatre purges, les Sarim vont finir par s'imposer après la purge de 1545. Le nombre de postes auxquels peuvent prétendre les lettrés reste cependant fixe, alors que les effectifs des Sarim ne cessent de croitre. Ils vont se regrouper en factions rivales pour favoriser leurs carrières respectives. Au début du règne du roi Sŏn-jo (de 1567 à 1608) va avoir lieu en 1575 la séparation entre la faction occidentale et la faction orientale, en référence aux quartiers de Séoul où résident leurs leaders. Cette dernière va à son tour se diviser entre factions rivales en 1591 : la faction méridionale et la faction septentrionale. Des purges sanglantes vont alors marquer la vie politique du Chosŏn, même lors de guerre avec des pays voisins. L'un des plus violentes, la rébellion de Chŏng Yŏrip éclatant en 1589, trois ans avant l'invasion du pays par les Japonais.

## Sources
1. ↑  Jinwung Kim 2012, p. 218
2. 1 2  Jinwung Kim 2012, p. 219
3. 1 2  Jinwung Kim 2012, p. 227
4. ↑  Michael J. Seth 2010, p. 152
5. ↑  Michael J. Seth 2010, p. 153
6. ↑  Jinwung Kim 2012, p. 225